# Chiwi al-Balkhi
Chiwi al-Balkhi (hebr. חיוי אל-בלכי) war ein – je nach Forschungsmeinung – jüdischer oder gnostisch-christlicher Exeget und Bibelkritiker in Balch (Persien), vermutlich gegen Ende des 9. nachchristlichen Jahrhunderts.

## Werke
Er formulierte (im Original nicht vollständig, nur etwa zur Hälfte, überlieferte bzw. rekonstruierbare) 200 in Reimform formulierte Einwände gegen den göttlichen Ursprung der Bibel. Sein Werk wurde als das erste bekannte Beispiel nichtliturgischer mittelalterlicher hebräischer Poesie bezeichnet. Es ist ein hebräisches, gereimtes Fragment aus der Kairoer Geniza überliefert. Das Werk soll aber in arabischer Sprache in hebräischer Schrift verfasst, also auch islamischen Theologen zugänglich gewesen sein. Das Werk wurde weit verbreitet und rief den Zorn sowohl von Rabbinen wie Karäern hervor. Balkhis „Fragen“ schlagen z. B. Umdeutungen von „Wundern“ in Phänomene auf Basis von Naturerscheinungen vor. Der Inhalt ist durch diverse Gegenschriften, u. a. auch von Abū ʿImrān al-Tiflīsī, Salmon b. Yeruḥim, Samuel ben Chofni, erschließbar. Saadja b. Josef Gaon erwiderte ihm sogar in einer eigenen Streitschrift. Chiwis Beiname wurde von Ibn Esra aus Verachtung in al-Kalbi („Hiwi der Hund“) umgebildet.
Ferner sind Fragmente anderer Werke bekannt.